# Skotská Východoindická společnost
Skotská Východoindická společnost měla být skotskou výsadní obchodní společností, která měla konkurovat Britské Východoindické společnosti. Kvůli špatné finanční situaci království král Jakub I. propůjčil roku 1618 okruhu obchodníků vedených sirem Jamesem Cunninghamem chartu na založení společnosti. Po ostrých námitkách ze strany Britské Východoindické společnosti došlo ke kompromisu. Skotská Východoindická společnost byla odvolána, Jakub I. získal od britské společnosti 20 000 liber půjčky a sir Cunningham byl štědře odškodněn.